# Maria Theresia von Sulz
Maria Theresia von Sulz (* 21. September 1634 in Wien; † 19. August 1692) war eine Äbtissin des freiweltlichen Damenstifts Buchau im heutigen Bad Buchau am Federsee.

## Leben
Maria Theresia entstammte dem süddeutschen Hochadelsgeschlecht der Grafen von Sulz. Ihre Eltern waren Karl Ludwig Ernst von Sulz und Maria Elisabeth von Hohenzollern-Sigmaringen. Sie hatte fünf Geschwister, Maria Elisabeth, Johann Ludwig, Christoph Alwig, Maria Katharina und einen Stiefbruder namens Leopold Karl.
Bemäntelung und Wahl zur Äbtissin fanden im Jahre 1669 statt. Daher veranlasste der Bischof von Konstanz vor der Weihe und Bestätigung durch ihn, eine Inquisition über Lebenswandel und Eignung der neuen Äbtissin. Sie legte dagegen erfolglos Rekurs ein. Die Durchführung von Inquisition und Examen erfolge am 17. Mai 1670.
Kurz nach ihrer Wahl zur Äbtissin versuchte sie erfolglos die Leibeigenschaft in der dem Kloster unterstellten Herrschaft Straßberg wieder aufzurichten. In den Unterlagen des Stiftes findet sich im Jahre 1681 ein „Dispens vom Fastengebot wegen schwächlicher Konstitution“.
Sie verstarb im Jahre 1692.